# Molnár B. Tamás
Molnár B. Tamás (Budapest, 1954. szeptember 22 –) zeneművész, gasztronómiai szakértő, szakújságíró, a Magyar Gasztronómiai Egyesület alapítója, jelenlegi elnöke, a Kulináris Charta megfogalmazója, a magyar gasztronómia 21. századi forradalmának elindítója.

## Élete
Molnár Tamás néven született 1954-ben Budapesten. A Toldy Ferenc Gimnáziumban érettségizett. 1972-ben a március 15-i tüntetésen való részvétele miatt egy évre rendőrhatósági felügyelet (REF) alá helyezték és akadályozták a továbbtanulását. Végül 1979-ben a Zeneművészeti Főiskolára vették fel. Először 1983-ban kaphatott (kék) útlevelet, aminek átvétele után az NSZK-ba disszidált. Nyugat-Berlinben telepedett le és az ottani Zeneművészeti Egyetemen folytatta tanulmányait. Közben a társbérletben (WG), ahol lakott, rábízták a főzést és egy ismerőse javaslatára ellátogatott Henry Lévy két Michelin-csillagos Le Maître éttermébe, ahova felvették sztázsolni. Később Münchenbe költözött. 1987-ben házasodott össze második feleségével Bittera Dórával, aki akkor a Szabad Európa Rádió magyar adásának szerkesztője volt. 1995-ben tért haza és azóta is Budapest I. kerületében él. Első házasságából született fia Molnár Márk konyhafőnök, aki komoly karriert futott be a nemzetközi csúcsgasztronómiában. 2020-ban a saigoni VISE Hospitality executiv séfje, amely két éttermet üzemeltet a városban: a fúziós Qui-t és a kantoni konyhát kínáló Bao Be-t. Bittera Dórával közös két lánya Molnár Zita Yvonne hegedűművész Archiválva 2020. július 19-i dátummal a Wayback Machine-ben és Molnár Liza.

## Munkássága
Mialatt Németországban élt, zeneművészként kereste a kenyerét. Különböző szimfonikus zenekarokban és jazz-formációkban játszott nagybőgőn. Szabadidejében gasztronómiai utazásokat tett Európa és a világ számos országába, ahol egyszerű házias és csúcsgasztronómiai éttermeket keresett fel. Salzburgban megismerkedett Eckart Witzigmannal, a német gasztroforradalmat elindító legendás séffel, akin keresztül rengeteg híres konyhafőnököt ismert meg.
Hazaköltözése után először antik nagybőgők felújításába és tőzsdei spekulációba kezdett. 

#### Magyar Nemzet Hétvége Magazin
2000. november 10-én "Lesz-e új magyar gasztronómia?" címmel, feleségével és szerzőtársával, Bittera Dórával közösen egy elkeseredett, kiáltványnak is beillő cikket írtak a Magyar Nemzetbe a magyar gasztronómiai állapotokról. 2003. március 22-én megjelent "Egy szakács halálára" c. Bernard Loiseau nekrológjukkal indult gasztronómiai rovatuk a lap hétvégi magazinjában. A sorozat több mint hét évig futott. A nemzetközi gasztronómiáról szóló izgalmas cikkek szinte mindegyikében vontak valamilyen párhuzamot az ezredforduló magyar gasztronómiájának siralmas állapotával, ami többnyire sértődést és dacot váltott ki az akkori szakmai elitben. Sándor Dénes, az Étrend, Magyar Konyhafőnökök Egyesületének alapító elnöke először olvasói levélben próbált vitába szállni a szerzőkkel, majd meghívta őket egy beszélgetésre a Vendéglátóipari Főiskolára, ahol az Étrend, de főként a  Magyar Nemzeti Gasztronómiai Szövetség (MNGSZ) tagjai vonták őket kérdőre, azt bizonygatva, hogy a problémák megoldása nem a szakácsokon múlik és bármelyikük képes lenne akár "öt Michelin-csillagos" (sic!) szinten is főzni és egyébként, magyar éttermet alapvetően nem szabad kritizálni. A tanácskozás végén az MNGSZ akkori elnöke meg akarta motozni Molnár B. Tamást, hogy nincs-e nála magnetofon.

#### Magyar Gasztronómiai Egyesület
A Magyar Nemzetben megjelent cikkek hatására többen megkeresték a szerzőpárost, majd a főiskolán lezajlott beszélgetés után néhány konyhafőnök is felvette velük a kapcsolatot. Időközben tizenkét "civil" megalapította a Magyar Gasztronómiai Egyesületet (MGE) 2004. november 3-án. Az alapítók között elvétve akadt csak szakács, nagyrészt jogászok, újságírók, művészettörténészek, egyetemi tanárok voltak, vagyis a "polgári közönség" képviselői. Az MGE első elnökének Bittera Dórát választották. Az egyesület a "hazai gasztronómia talpra állítását" tűzte ki általános célul, aminek része a szakácsképzés és az alapanyagok színvonalának emelése, továbbá a nagyközönség látókörének tágítása. Két szakácsversenyt indítottak el: a Czifray-versenykurzust és a Hagyomány és Evolúciót. Ez utóbbit az egyesület a Bocuse d’Or magyar selejtezőjének szánta, de ez "külső tényezők" miatt meghiúsult. 2014-óta az egyesület elnöke Molnár B. Tamás. 

#### A Kulináris Charta
A Molnár-Bittera szerzőpáros 2007. június 9-én publikálta a Magyar Nemzet Magazinban a Kulináris Chartát, amelyet egy hét alatt több mint százan írták alá – az egyesület tagjai mellett neves séfek, borászok, írók és közéleti személyiségek.

#### A Bűvös Szakács blog és a Gusto Magazin
2007-ben az Index hírportál akkori főszerkesztőjének, Uj Péternek a javaslatára és segítségével az index blogmotorján elindították a Bűvös Szakács blogot. Ez egyben az MGE weboldalaként is üzemelt - az MGE hirdetményei is itt jelentek meg. Közben leszerződtek a Gusto Magazinnal, hogy rendszeresen beszámolnak a salzburgi Ikarus/ Hangar-7 étterem havonta változó vendégszakácsainak exkluzív premierjeiről, amelyekre Eckart Witzigmann révén minden hónapban meghívást kaptak. A Bűvös Szakács a Gault&Millau Kalauz 2012-es megjelenése után annak portálján működött tovább néhány évig, több testvérbloggal karöltve. A kalauz megszűnése után a blog önálló domain alá költözött.

#### Bocuse d'Or
2006-ban Molnár javasolta az MGE közgyűlésének, hogy az egyesülethez köthető szakácsok vegyenek részt a világ leghíresebb melegkonyhás szakácsversenyén, a Bocuse d'Or (BdO)-on. A részvétel támogatása nem volt egységes, mert többen a szűkös források elpazarlásának tartották a költségigényes felkészítést és részvételt. Végül a többség támogatta a javaslatot és az MGE jelezte a szervezők felé részvételi szándékát, de azt a 2007-es versenyre elutasították, viszont javasolták, hogy pályázzanak újra a következő, akkortól új rendszerben, európai selejtezővel működő versenyre. Az MGE el is küldte a jelentkezést, majd meghirdette a Hagyomány & Evolúció szakácsversenyt, mint a BdO selejtezőjét. Az MGE szeretett volna a költségek megosztása érdekében az Étrend egyesülettel együttműködni a rendezésben, de Sándor Dénes, az egyesület éppen leköszönő elnöke erre a Magyar Nemzeti Gasztronómiai Szövetséget (MNGSZ) javasolta. Az MNGSZ tagságát és (főleg) vezetőségét pont azok a séfek alkották, akik a leginkább sértőnek találták Molnár B. Tamás kritikáit, ezért, amikor tudomást szereztek az MGE pályázatáról, titokban levelet írtak a BdO francia szervezőinek, melyben arra hivatkozva, hogy Molnár B. Tamás nem rendelkezik még szakács végzettséggel sem, az MGE egy szakmán kívüli egylet, szemben az MNGSZ-el, amely évtizedek óta rendelkezik versenyrendezési tapasztalatokkal és különben is, Magyarországon egyedül az MNGSZ jogosult a szakács szakmát képviselni, illetve nemzetközi versenyekre résztvevőt delegálni, kérik, hogy a szervezők kizárólagosan őket bízza meg a selejtező lebonyolításával. Az ügylet lebonyolítására az MNGSZ-nél egy Kreil Vilmos nevű kalandor jelentkezett, akinek távlati céljai között az MNGSZ elnöki posztjának megszerzése szerepelt, amihez a BdO-t megfelelő ugródeszkának tartotta. Céljai eléréséhez az MNGSZ-el közösen alapított egy szervezetet Magyar Bocuse d'Or Akadémia néven, majd Lyonba utazott a verseny jogait birtokló SIRHA kiállításszervező céghez a szerződés aláírása érdekében. A szerződés szerint a SIRHA többségi szavazati jogot kapott az akadémiával kapcsolatos döntésekben. Kreil Vilmost kinevezték az akadémia elnökévé. Pető István, az MNGSZ elnöke még a szerződés megkötése után is úgy tárgyalt az MGE-vel a selejtező lebonyolításáról, mintha semmi sem történt volna, így az MGE megrendezte a versenyt, amit mind a szervezők, mind a résztvevő versenyzők a BdO  selejtezőjének hittek. Eközben a H&E napján az akadémia is tartott egy selejtezőt, amin az MGE-hez köthető szakácsok - természetesen - nem vettek részt. Kreil végül Kovács Sándorral, egy kecskeméti szálloda szakácsával és segítőjével utazott Stavangerbe, ahol megmutatkozott az MNGSZ és Kreil alkalmatlansága - a magyar versenyző a "futottak még" kategóriában végezve 17. lett. Ennek ellenére Kreil a posztján maradt és mindenki mást hibáztató nyilatkozatokkal magyarázta a blamázst. Két évvel később Kreil Kalla Kálmánt tolta előtérbe maga helyett, de a genfi európai döntőben Kostyál Gábor keszthelyi szakács és segítője még az előző eredményt is alulmúlva csak a 18. lett. Ezután a HUNGEXPO-t is privatizáló francia cég érvényesítette jogait a BdO Akadémia mögötti vállalkozásban és menesztette Kreilt az egész vezetőséggel együtt, majd megkeresték Molnárt, hogy az MGE vegye át a BdO-résztvevő kiválasztását és az akadémia működtetését. Az MGE végül Bíró Lajost ajánlotta elnöknek és Molnár B. Tamás is tagja lett a vezetőségnek. Az MGE támogatásával és Molnár szakértői közreműködésével a következő három BdO-ból kettőn Széll Tamás bejutott a lyoni döntőbe és ott is kiválóan szerepelt. 2018-ban Molnár és az akadémiát működtető MGE tagok között törésvonal alakult ki, ami mögött pénzügyi természetű viták álltak. Emiatt Molnár lemondott az BdO Akadémiában vállalt tisztségéről, a másik oldal képviselői pedig kiléptek az MGE-ből és megalapították a Pannon Gasztronómiai Akadémiát.

#### Alexandra Étteremkalauz és Gault&Millau Kalauz magyar kiadás
Miután a nemzetközileg ismert étterem- (bor- és hotel-) kalauzok elkerülték a régiót, Molnár javaslatára és Pollok László hathatós segítségével az Alexandra könyvkiadó tulajdonosa, a pécsi Enoteca Corsoban is érdekelt Matyi Dezső felvállalta egy független és pártatlan étterem- és borkalauz kiadását. Az Alexandra Étterem és Bor Kalauz 2008-ban jelent meg először Molnár B. Tamás főszerkesztésével. A francia/belga kalauzok 20 pontos értékelési rendszerét alkalmazta, viszont azoktól eltérő módon a teszteléskor felszolgált ételekről is részletes kritikát adott, valamint olyan éttermeket is szerepeltettek a kalauzban, amelyek nyilvánvalóan nem ütötték meg azt a szintet, hogy a kalauz olvasóinak ajánlani lehetne őket, ezzel egyfajta görbe tükröt tartva a magyar gasztronómia elé. A kiadott legalacsonyabb pontszám a 9 volt. Azokat az éttermeket, amelyek még ezt sem érték el, pontszám helyett egy "T" betűvel (tesztelve) jelölték. A részletes és többnyire negatív kritika kiborította a lepontozott éttermek tulajdonosait és konyhafőnökeit. Többen veréssel fenyegették a tesztelőket, ha újra beteszik a lábukat az éttermükbe, de a tesztelők mindig inkognitóban teszteltek, számlájukat kifizették, ezért szinte lehetetlen volt őket felismerni. Az Alexandra kalauz négy kiadást ért meg és 2011-ben jelent meg utoljára. 
Időközben a Michelin kalauz is tesztelni kezdte a budapesti éttermeket (az Alexandra kalauz alapján) és 2010-ben a Guide Michelin Main Cities of Europe kiadványban megjelent az első Michelin csillagos magyar étterem a Costes is. Emellett a Gault&Millau osztrák kiadásában is szerepeltek magyar éttermek.
A javuló tendenciát látva, ismét csak Pollok László hathatós segítségével, egy kiadócsoportnak sikerült megegyeznie a Gault&Millau Kalauz magyar kiadásának engedélyezéséről. Molnár B. Tamás főszerkesztésével a Gault&Millau Magyarország hét kiadást ért meg és 2018-ban jelent meg utoljára. A Gault&Millau 2019-től regionálisra bővítette a fókuszát és a magyar éttermek egy, a közép-kelet-európai régiót felölelő kalauzban szerepelnek, amelynek viszont már nem Molnár a főszerkesztője.

#### A Főzés Tudománya
Az MGE már a megalakulásakor célul tűzte ki a szakácsképzés reformját. Ehhez Molnár Jean-Luc Danjou Yannick Masson: La Cuisine professionnelle c. tankönyvének lefordítását javasolta. A mű magyar verziója végül tíz évvel később, 2016-ban jelent meg, A főzés tudománya címmel. Bár a kitűzött célt, hogy a hivatalos, szakiskolai szakácsképzés elavult tankönyveit erre a műre cseréljék, nem sikerült elérni, de több szakképző intézményben is használják és ajánlják a tanulóknak a megvásárlását.

#### Könyvek és TV műsor
A kalauz kapcsán született együttműködés Matyi Dezsővel, több Molnár által ajánlott szakkönyv kiadását (pl. G. Locatelli: Ízek Itáliája, Alain Ducasse Konyhaművészete, Gordon Ramsay és Heston Blumenthal könyvei) is eredményezte. Ezek egy részének szaklektorálásában is részt vett. Saját könyvük először 2017 karácsonyára jelent meg Bűvös Szakács – Konyhauniverzum címmel. A TV2 csatornán 2017 őszétől jelentkezik blogjuk nevét viselő műsoruk.